# Государственный астрофизический институт
Государственный астрофизический институт (ГАФИ) — научный астрономический институт СССР. Был организован в 1923 году на базе созданного комитета Главной физической обсерватории. Директором ГАФИ стал В. Г. Фесенков.
В 1920 году В. В. Стратонов предложил создать на юге России Главную астрофизическую обсерваторию и оснастить её самыми современными приборами. Проект Стратонова поддержали академик Белопольский, члены-корреспонденты Иванов и Тихов, профессора Михайлов, Блажко, Михельсон и многие другие. Единственным противником проекта был астроном В. Т. Тер-Оганезов.

Август 1922 года. Создатели ГАФИ. Слева направо: Б. М. Щиголёв, П. Я. Давидович, В. Г. Фесенков, В. В. Стратонов, В. Н. Милованов, С. В. Орлов

Правительство утвердило проект и был создан специальный комитет, который возглавил Стратонов. Однако обсерватория так и не была построена, а на базе комитета Главной астрофизической обсерватории в 1923 году был создан Государственный астрофизический институт.
В институте работали и обучались многие известные астрономы и астрофизики. В нём были организованы фотометрические исследования звезд и туманностей, отражательных свойств поверхности Луны и физических свойств земной атмосферы. В институте проводились вычислительные работы по звездной статистике (В. Г. Фесенков, Р. В. Куницкий, Н. Н. Парийский, К. Ф. Огородников), теоретические работы по статистике и механики движения комет (С. В. Орлов, Н. Д. Моисеев), разработка теории статистических методов (Б. М. Щиголев). С. К. Всехсвятский составил и опубликовал генеральный каталог абсолютных яркостей комет, а Б. А. Воронцов-Вельяминов выдвинул и развил идею о вращении кометных ядер.
Заведующими теоретического отдела были профессор В. А. Костицын, профессор С. А. Казаков, профессор В. В. Степанов; в нём работали профессора Н. Д. Моисеев, Б. М. Щиголев, Г. Н. Дубошин и доцент Н. Ф. Рейн.
Также проводились экспериментальные работы по наблюдению эффекта Эйнштейна — явлению отклонения луча света в поле тяготения Солнца и  (А. А. Михайлов); в 1927 году была проведена экспедиция по наблюдению полного солнечного затмения в Швеции. 
В 1925 году в подмосковном Кучино, была создана наблюдательная станция, которая в 1930 году была переименована в Кучинскую астрофизическую обсерваторию.
За 9 лет существования Астрофизический институт издал пять томов «Трудов». С 1924 года институт издавал «Астрономический журнал».
В июне 1931 года ГАФИ, Московская университетская обсерватория и Астрономо-геодезический научно-исследовательский институт (АГНИИ) были объединены в один институт — Государственный астрономический институт имени П. К. Штернберга (ГАИШ) при МГУ. 